# Sistemas microelectromecánicos

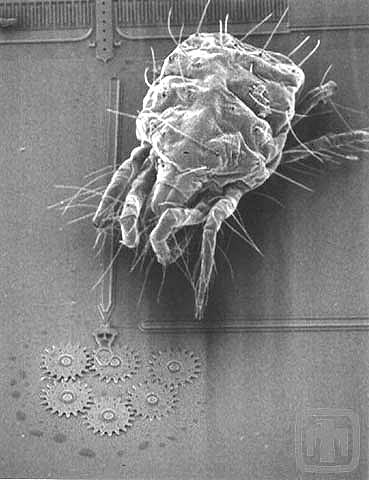
Un ácaro al lado de un grupo de engranajes producidos utilizando SMEM. Cortesía de los Laboratorios Nacionales Sandia (Sandia National Laboratories), tecnologías SUMMiTTM, www.mems.sandia.gov

El término sistemas microelectromecánicos o SMEM —del inglés microelectromechanical systems (MEMS)— se refiere a la tecnología electromecánica de dispositivos microscópicos, sobre todo los que tiene partes móviles. El concepto fusiona a una nanoescala los sistemas nanoelectromecánicos (SNEM) y la nanotecnología. Los SMEM son también denominados  micromáquinas en Japón o tecnología de microsistemas (MST) en Europa.
Los SMEM son independientes y distintos de la hipotética visión de la nanotecnología molecular o Electrónica Molecular. Los SMEM en general varían en tamaño desde un micrómetro (una millonésima parte de un metro) a un milímetro (milésima parte de un metro). En este nivel de escala de tamaño, las construcciones de la física clásica no son siempre ciertas. Debido a la gran superficie en relación con el volumen de los SMEM, los efectos de superficie como electrostática y viscosidad dominan los efectos de volumen tales como la inercia o la masa térmica. El análisis de elementos finitos es una parte importante del diseño de los SMEM. La tecnología de sensores ha hecho progresos significativos debido a los SMEM. La complejidad y el rendimiento avanzado de los sensores SMEM ha ido evolucionando con las diferentes generaciones de sensores SMEM.
El potencial de las máquinas muy pequeñas fue apreciado mucho antes de que existiera la tecnología que pudiera construirlas - véase, por ejemplo, la famosa charla de 1959 de Richard Feynman "Hay mucho espacio en lo pequeño". Los SMEM se convirtieron en prácticos una vez que pudieran ser fabricados adaptando y modificando tecnologías de fabricación de semiconductores, normalmente utilizadas en electrónica. Entre las técnicas creadas se cuentan nuevos conceptos de moldeo y galvanoplastia, grabado húmedo (KOH, TMAH) y grabado en seco (RIE y DRIE), el mecanizado por electro descarga (EDM), y otras tecnologías necesarias para fabricar dispositivos muy pequeños. 
Existen empresas grandes y pequeñas con importantes programas SMEM. Las empresas más grandes se especializan en la fabricación seriada de grandes cantidades de componentes de bajo costo o paquetes de soluciones para los mercados tales como el automotriz, biomedicina, y electrónica. El éxito de las pequeñas empresas es ofrecer valor en soluciones innovadoras y absorber el costo de fabricación con altos márgenes de ventas. Tanto las empresas grandes como las pequeñas realizan trabajos de investigación y desarrollo para explorar y avanzar en la tecnología SMEM.
Uno de los mayores problemas que enfrentan los SMEM autónomos es la ausencia de microfuentes de energía con alta densidad de corriente, potencia y capacidad eléctrica. 

## Descripción de los sistemas microelectromecánicos
Los avances en el campo de los semiconductores están dando lugar a circuitos integrados con características tridimensionales e incluso con piezas móviles. Estos dispositivos, llamados Sistemas Microelectromecánicos (SMEM), pueden resolver muchos problemas que un microprocesador con su software no pueden. La tecnología SMEM puede aplicarse utilizando numerosos materiales diferentes y técnicas de fabricación; la elección dependerá del tipo de dispositivo que se está creando y el sector comercial en el que tiene que operar. 

### Silicio

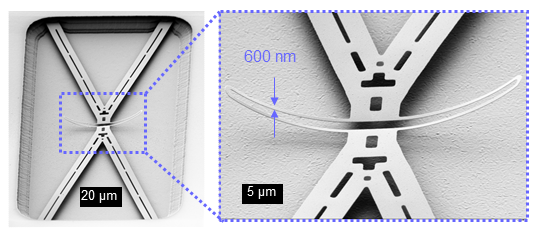
Fotografías obtenidas mediante un microscopio electrónico de una viga en forma de X de TiN sobre una placa base (diferencia de altura 2.5 µm). A causa del clip existente en el medio una fuerza de reposición en aumento se desarrolla, cuando la viga es flexionada hacia abajo. La figura de la derecha muestra una aproximación del clip.

El silicio es el material utilizado para crear la mayoría de los circuitos integrados utilizados en la electrónica de consumo en el mundo moderno. Las economías de escala, facilidad de obtención y el bajo costo de los materiales de alta calidad y la capacidad para incorporar la funcionalidad electrónica hacen al silicio atractivo para una amplia variedad de aplicaciones de SMEM. El silicio también tiene ventajas significativas producto de sus propiedades físicas. En la forma mono cristalina, el silicio es un material hookeano (cumple la ley de Hooke) casi perfecto, lo que significa que cuando está en flexión prácticamente no hay histéresis y, por lo tanto, casi no hay disipación de energía. Además el uso de silicio permite realizar movimientos altamente repetibles, esto hace también que el silicio sea muy fiable, ya que sufre muy pequeña fatiga y puede tener una duración de vida de servicio en el rango de billones o trillones de ciclos sin romper. Las técnicas básicas para la producción de todos los dispositivos SMEM basados en silicio son la deposición de capas de material, produciendo un patrón en estas capas por fotolitografía y luego grabando para producir las formas necesarias.

### Polímeros
A pesar de que la industria de la electrónica proporciona una economía de escala para la industria del silicio, el silicio cristalino es todavía un material complejo y relativamente costoso de producir. Los polímeros por el contrario se pueden producir en grandes volúmenes, con una gran variedad de características materiales. Los dispositivos SMEM pueden hacerse de polímeros, mediante procesos de moldeo por inyección, estampado o estéreo litografía, estos dispositivos SMEM son especialmente adecuados para aplicaciones microfluídicas tales como los cartuchos desechables para análisis de sangre.

### Metales
Los metales también se pueden usar para crear elementos SMEM. Aunque los metales no tienen algunas de las ventajas mostradas por el silicio en términos de propiedades mecánicas, cuando se utilizan dentro de sus limitaciones, los metales pueden presentar grados muy altos de fiabilidad. 
Los metales pueden ser depositados mediante galvanoplastia, evaporación, y mediante procesos de pulverización. Los metales comúnmente utilizados incluyen al oro, níquel, aluminio, cromo, titanio, tungsteno, plata y platino.

## Procesos para producción de sistemas microelectromecánicos

### Procesos de deposición
Uno de los procesos básicos en la producción de SMEM es el depósito de películas delgadas de materiales. Estas películas delgadas puede tener un espesor de entre unos pocos nanómetros a unos 100 micrómetros. Los procesos de deposición física mediante vapor de uso común son: electroenchapado, pulverización catódica, y la deposición química de vapor.

### Fotolitografía
Litografía en el contexto SMEM es, por lo general la transferencia de un patrón a un material fotosensible por exposición selectiva a una fuente de radiación, como la luz. Un material fotosensible es un material que experimenta un cambio en sus propiedades físicas cuando es expuesto a una fuente de radiación. Al exponer selectivamente un material fotosensible a la radiación (por ejemplo, mediante el enmascaramiento de ciertas partes para evitar sean alcanzadas por la radiación) la radiación solo incide sobre el material expuesto, resultando en que las propiedades de las regiones expuestas y no expuestas serán diferentes. 
La región expuesta puede luego ser eliminada o tratada proveyendo una máscara para el sustrato subyacente. La fotolitografía es generalmente usada con metal u otra deposición de película delgada, en procesos de grabado secos o mojados.

### Procesos de grabado
Hay dos tipos básicos de proceso de grabado: grabado húmedo y seco. En el primer caso, el material se disuelve cuando se sumerge en una solución química. En el segundo caso, el material se pulveriza o disuelve utilizando vapor de iones reactivos o un grabado de fase vapor.

### Grabado húmedo
El grabado por mojado químico consiste en una eliminación selectiva de material mediante la inmersión de un sustrato dentro de una solución que lo pueda disolver. La naturaleza química de este proceso proporciona una buena selectividad, lo cual significa que la velocidad de grabado del material expuesto es considerablemente más alta que la del material de la máscara si se selecciona cuidadosamente. 
Algunos materiales mono cristalinos, como el silicio, tiene diferentes velocidades de grabado dependiendo en la orientación cristalográfica del sustrato. Esto se conoce como grabado anisotrópico y es uno de los procesos más comunes en el grabado del silicio en KOH (hidróxido de potasio), donde los planos<111> del Silicio se graban aproximadamente 100 veces más lento que otros planos (orientaciones cristalográficas). Por lo tanto, grabando un agujero rectangular en un (100)- una oblea de silicio resulta en un grabado de ranuras en forma de pirámide con paredes en ángulo de 54.7°, en lugar de un agujero con paredes curvas como podría ser el caso del grabado isotrópico, donde los procesos de grabado progresan a la misma velocidad en todas las direcciones. Agujeros largos y estrechos en una máscara producirán surcos en el silicio. La superficie de estas ranuras puede ser automáticamente suavizadas si el grabado se lleva a cabo correctamente, con las dimensiones y los ángulos siendo extremadamente precisos. 
El grabado Electroquímico (CEPE) para una eliminación selectiva del dopante del silicio es un método común para automatizar y controlar selectivamente el grabado. Se requiere un diodo de juntura p-n activo, y cualquier tipo de dopante puede actuar como material resistente al grabado. El Boro es el dopante más común de detención del grabado. En combinación con el grabado húmedo anisotrópico descrito anteriormente, el ECE se utiliza para el control del espesor del diafragma de silicio en sensores de presión piezo-resistivos de silicio. Las regiones selectivamente dopadas pueden ser creadas tanto por implantación, difusión, o deposición epitaxial de silicio. 

#### Grabado por iones reactivos (RIE)
En el grabado por iones reactivos (RIE), el sustrato se coloca dentro de un reactor en el que se introducen varios gases. El plasma es pulsado en la mezcla de gases utilizando una fuente de energía de radio frecuencia, rompiendo las moléculas del gas en iones. Los iones son acelerados y reaccionan con la superficie del material siendo grabado, formando otro material gaseoso. Esto se conoce como la parte química del grabado por iones reactivos. También hay una parte física que es de naturaleza similar al proceso de deposición por pulverización. Si los iones poseen energía suficientemente alta, pueden impactar a los átomos fuera del material a ser grabado sin una reacción química. Es una tarea muy compleja desarrollar procesos de grabado en seco que equilibren grabado químico y físico, ya que hay muchos parámetros a ajustar. Al cambiar el equilibrio es posible influir en la anisotropía del grabado, ya que la parte química es isotrópica y la parte física altamente anisotrópica, la combinación puede formar paredes laterales, que tienen formas desde redondeadas a verticales. 

#### Grabado profundo de iones reactivos (DRIE)
Una subclase de RIE, es la RIE profunda (DRIE). En este proceso, las profundidades de grabado de cientos de micrómetros pueden ser alcanzados con paredes casi verticales. La principal tecnología se basa en el llamado "proceso de Bosch", en referencia a la empresa alemana Robert Bosch, que presentó la patente original, donde dos composiciones de gases diferentes se alternan en el reactor. Actualmente hay dos variantes de la DRIE. La primera consiste en tres pasos (el proceso de Bosch, tal como se utiliza en la herramienta UNAXIS), mientras que la segunda variante consiste en dos pasos (ASE utilizado en la herramienta de STB). En la primera variante el ciclo de grabado es el siguiente:
(i) SF6 grabado isotrópico; 
(ii) C4F8 pasivación;
(iii) SF6 grabado anisotrópico para limpieza de suelo. 
En la segunda variante, los pasos (i) y (iii) se combinan. 
Ambas variantes funcionan de manera similar. En la primera variante el C4F8 crea un polímero sobre la superficie del sustrato, y en la segunda, la composición del gas (SF6 y O2) graba el sustrato. El polímero es inmediatamente pulverizado lejos por la parte física del grabado, pero solo en las superficies horizontales y no en las paredes laterales. Desde el polímero sólo se disuelve muy lentamente en la parte de la química de grabado, se acumula en las paredes laterales y los protege de grabado. Como resultado de ello, el grabado permite  alcanzar relaciones de aspecto de 50 a 1. El proceso puede ser utilizado fácilmente para grabar completamente a través de un sustrato de silicio, y las velocidades de grabado son 3-4 veces más altas que el grabado mojado.

#### Grabado por difluoruro de xenón
El difluoruro de xenón (XeF2) es un grabador por fase de vapor seco isotrópica para silicio originalmente aplicado en SMEM en 1995 en la Universidad de California. Originalmente usado para la liberación de estructuras metálicas y dieléctricas por medio del cortado del silicio, el XeF2 tiene la ventaja de no tener adherencia por viscosidad a diferencia del grabado mojado. Su selectividad de grabado es muy alta, lo que permite trabajar con fotorresistencia, SiO2, nitruro de silicio, y diversos metales para enmascarar. Su reacción al silicio es "libre de plasma", es puramente químico y espontáneo y a menudo es operado en modo pulsado. Existen diversos modelos de la acción del grabado, y diversas herramientas comerciales ofrecen soluciones utilizando este enfoque.

## Paradigmas de SMEMs de Silicio

### Micromaquinado volumétrico
Los SMEMs producidos mediante micromaquinado volumétrico son el paradigma más antiguo de SMEMs basados en silicio. Todo el grosor de una oblea de silicio se utiliza para la construcción de las microestructuras mecánicas. El silicio es mecanizado utilizando diversos procesos de grabado. La unión anódica de placas de vidrio u obleas de silicio adicionales se utilizan para añadir características tridimensionales y para encapsulación hermética. El micromaquinado volumétrico ha sido esencial para producir los sensores de presión de alto rendimiento y acelerómetros que cambiaron la industria de los sensores en las década de 1980 y 1990.

### Micromaquinado superficial
Los SMEMs producidos mediante micromaquinado superficial son producidos mediante deposición de capas sobre la superficie de un sustrato que es el material estructural, en lugar de utilizar el sustrato mismo. El micromaquinado superficial fue inventado a fines de la década de 1980 para hacer al micromaquinado de silicio más compatible con la tecnología de circuito integrado plano, con el objetivo de poder combinar SMEMs y circuitos integrados en la misma oblea de silicio. El concepto original del micromaquinado superficial se basa en delgadas capas de silicio policristalino modelado como estructuras mecánicas móviles y exposición mediante grabado de sacrificio de las subcapas de óxido. Electrodos en peine interdigital son utilizados para producir fuerzas en el plano y detectar movimientos en el plano mediante efectos capacitivos. Este paradigma SMEM ha permitido la manufactura de acelerómetros de bajo costo, por ejemplo para sistemas airbag para automóviles y otras aplicaciones donde bajos rendimientos y/o altos rangos de aceleraciones son suficientes. Mecanismos Analógicos han sido pioneros en la industrialización del micromaquinado superficial y han permitido realizar la co-integración de los SMEMs y los circuitos integrados.

### Micromaquinado de alta relación de aspecto (HAR)
Los micromaquinados volumétrico y superficial son usados a principios del siglo XXI en la producción industrial de los sensores, las boquillas de impresoras de chorro de tinta y otros dispositivos. Pero, en muchos casos, la distinción entre estos dos procesos ha disminuido. La nueva tecnología de grabado, el grabado profundo por iones reactivos ha hecho posible combinar el buen desempeño típico del micromaquinado volumétrico con estructuras en peine y operaciones en plano típicas del micromaquinado superficial. Si bien es común en el micromaquinado superficial tenga espesores de capa estructurales en el rango de 2 μm, en el micromaquinado HAR el espesor es de 10 a 100 μm. Los materiales comúnmente utilizados en el micromaquinado HAR son silicio policristalino denso, conocido como epi-poly, y obleas pegadas de silicio-sobre-aislante (SOI), si bien se han inventado procesos para obleas de silicio volumétricas (SCREAM). Pegando una segunda oblea mediante fritura de vidrio, la unión anódica o unión de aleación se utiliza para proteger las estructuras SMEM. Los circuitos integrados normalmente no se combinan con el micromaquinado HAR. El consenso de la industria a principios del siglo XXI es que la flexibilidad y la reducción en complejidad resultantes de tener las dos funciones separadas parece pesar más que la pequeña penalidad en el envasado.

## Usos
Entre los usos comunes de sistemas micoelectromecánicos se cuentan: 
- Impresoras de inyección de tinta, que utilizan piezoeléctricos o burbuja térmica de eyección para depositar la tinta sobre el papel.
- Acelerómetros en los automóviles modernos para por ejemplo iniciar el despliegue de airbags ante colisiones.
- Acelerómetros en dispositivos de electrónica de consumo, tales como controladores de juegos (Nintendo Wii), reproductores multimedia personales y teléfonos móviles (Apple iPhone) y una serie de Cámaras Digitales (varios modelos Canon Digital IXUS). También se usa en ordenadores para estacionar el cabezal del disco duro cuando es detectada una caída libre, para evitar daños y pérdida de datos.
- Giroscopios SMEM modernos utilizados en automóviles y otras aplicaciones de orientación para detectar, por ejemplo, un rolido y desplegar un airbag lateral o activar el control dinámico de estabilidad.
- Sensores de presión de silicio, por ejemplo, en sensores de presión de neumáticos de automóviles, y en sensores de presión arterial desechables.
- Pantallas por ejemplo, el chip DMD en un proyector basado en la tecnología DLP posee en su superficie varios cientos de miles de microespejos.
- Tecnología de conmutación de fibra óptica que se utiliza para tecnología de conmutación y alineación para comunicaciones de datos.
- Proyector de cine digital : Philippe Binant[5] realizó, 2000, la primera proyección de cine numérico público de Europa, utilizando un sistema que utilizaba un SMEM desarrollado por Texas Instruments.[6]
- Aplicaciones Bio-SMEM aplicaciones en medicina y tecnologías relacionadas con la salud desde Lab-On-Chip (laboratorios en un chip) a Análisis Micro Total (biosensores, sensores químicos) para MicroTotalAnalysis (biosensor, chemosensor).
- Aplicaciones IMOD en la electrónica de consumo (sobre todo pantallas en los dispositivos móviles). Se utiliza para crear tecnología pantalla de modulación interferométrica - reflexiva.
- El Adams Golf DiXX Digital Instrucción Putter usa SMEM, concretamente un microsistema de navegación inercial para analizar los factores del movimiento del swing, incluyendo el camino, el tiempo, la velocidad y los niveles de vibración de la mano.
- Microscopia de fuerza atómica o AFM: Los sensores de fuerza (micropalancas) usados en AFM son en sí sistemas microelectromecánicos producidos con técnicas de microfabricación. Con estos pueden obtenerse medidas de fuerzas en el rango de pN (piconewton) a nN (nanonewton), así como levantar topografías de superficies a escala atómica.
- Aceleración del tiempo de mezclado en microfluidos.[7]

## Investigación y Desarrollo en SMEM
Los investigadores de SMEM utilizan diversas herramientas de software de ingeniería para llevar un diseño desde su etapa de concepto a las etapas de simulación, prototipado y ensayos. El análisis por elementos finitos es una parte importante en el diseño de los SMEM. La simulación dinámica, del calor, y eléctrica, entre otras, pueden ser realizadas utilizando softwares de cálculo tales como ANSYS y COMSOL, así como por COVENTOR. Otro software, como SMEM-PRO, se utiliza para producir una composición del diseño adecuado para la entrega a la empresa de fabricación. Una vez que los prototipos están listos, los investigadores pueden ensayarlos y medir diversos parámetros de comportamiento y performance utilizando diversos instrumentos, tales como vibrómetros de escaneo doppler láser, microscopios, y estroboscopios.